# The Damnation Game
The Damnation Game es el segundo álbum del grupo Symphony X cuál surgió solamente ocho meses después de su primer álbum, Symphony X. El álbum tenía algunas diferencias importantes a su precursor: ofreció al nuevo cantante, Russell Allen, y la calidad de la producción era mucho mejor debido a la cooperación con Steve Evetts y Eric Rachel.

## Lista de canciones
1. "The Damnation Game"  – 4:32
2. "Dressed to Kill"  – 4:44
3. "The Edge of Forever"  – 8:08
4. "Savage Curtain"  – 3:30
5. "Whispers"  – 4:48
6. "The Haunting"  – 5:21
7. "Secrets"  – 5:42
8. "A Winter's Dream - Prelude" (Part I)  – 3:03
9. "A Winter's Dream - The Ascension" (Part II)  – 5:40

## Creadores
- Michael Romeo - Todas las Guitarras
- Russell Allen - Voz
- Michael Pinnella - Teclados
- Thomas Miller - Bajo
- Jason Rullo - Batería

- Datos: Q631079